# Carlina biebersteinii
La Carlina a foglie lunghe (nome scientifico Carlina biebersteinii Bernh. ex Hornem, 1819)  è una pianta erbacea, angiosperma dicotiledone, appartenente alla famiglia delle Asteraceae.

## Etimologia
Il nome del genere (proposto nel XIV secolo dal botanico aretino Andrea Cesalpino) sembra derivare da Carlo Magno che si illuse di usarla come medicinale durante una pestilenza dei suoi soldati nei pressi di Roma (informazione avuta in visione da un angelo). In altri testi si fa l'ipotesi che il nome derivi dalla parola carduncolos (diminutivo di cardo = “cardina” o “piccolo cardo”) e in definitiva da Carlo V, questo in riferimento alla somiglianza con le piante del genere “Cardo” (Asteraceae). L'epiteto specifico (biebersteinii) è in onore del botanico ed esploratore tedesco Friedrich August Freiherr von Marschall Bieberstein (Stoccarda, 1768 – Charkiv/Ucraina, 1826).

Il binomio scientifico attualmente accettato per questa specie è stato definito per la prima volta dal botanico danese Jens Wilken Hornemann (1770-1841) e successivamente perfezionato dal medico e botanico tedesco Johann Jakob Bernhardi (1774 -1850) nel 1819 (pubblicazione “Hortus Regius Botanicus Hafniensis Suppl. 94 ”).

## Descrizione

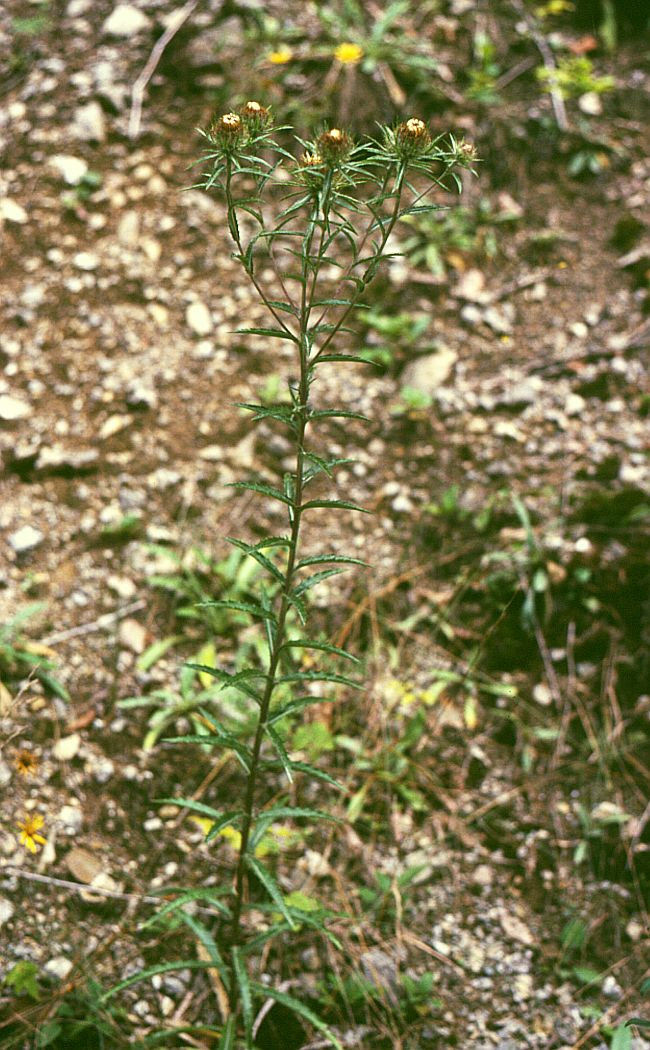
Il portamento

(La seguente descrizione è relativa alla specie Carlina biebersteinii s.l.; per i dettagli delle varie sottospecie vedere più avanti.)

L'aspetto di questa pianta è erbaceo – cespitoso e spinoso. Può arrivare fino ad una altezza massima di 7 dm. La forma biologica della specie è emicriptofita scaposa ("H scap"), ossia sono piante a ciclo biologico bienne con gemme svernanti al livello del suolo e protette dalla lettiera o dalla neve; sono inoltre dotate di un asse fiorale eretto e spesso privo di foglie.

### Radici
Le radici sono dei fittoni lunghi e ramificati.

### Fusto
- Parte ipogea: la parte sotterranea è un fittone.
- Parte epigea: la parte aerea del fusto si presenta tenace ed eretta di colore rossastro con striature. Nella parte alta è ramosa - corimbosa ed è percorsa da peli per tutta la sua lunghezza (può essere anche tomentosa e a volte ragnatelosa).

### Foglie

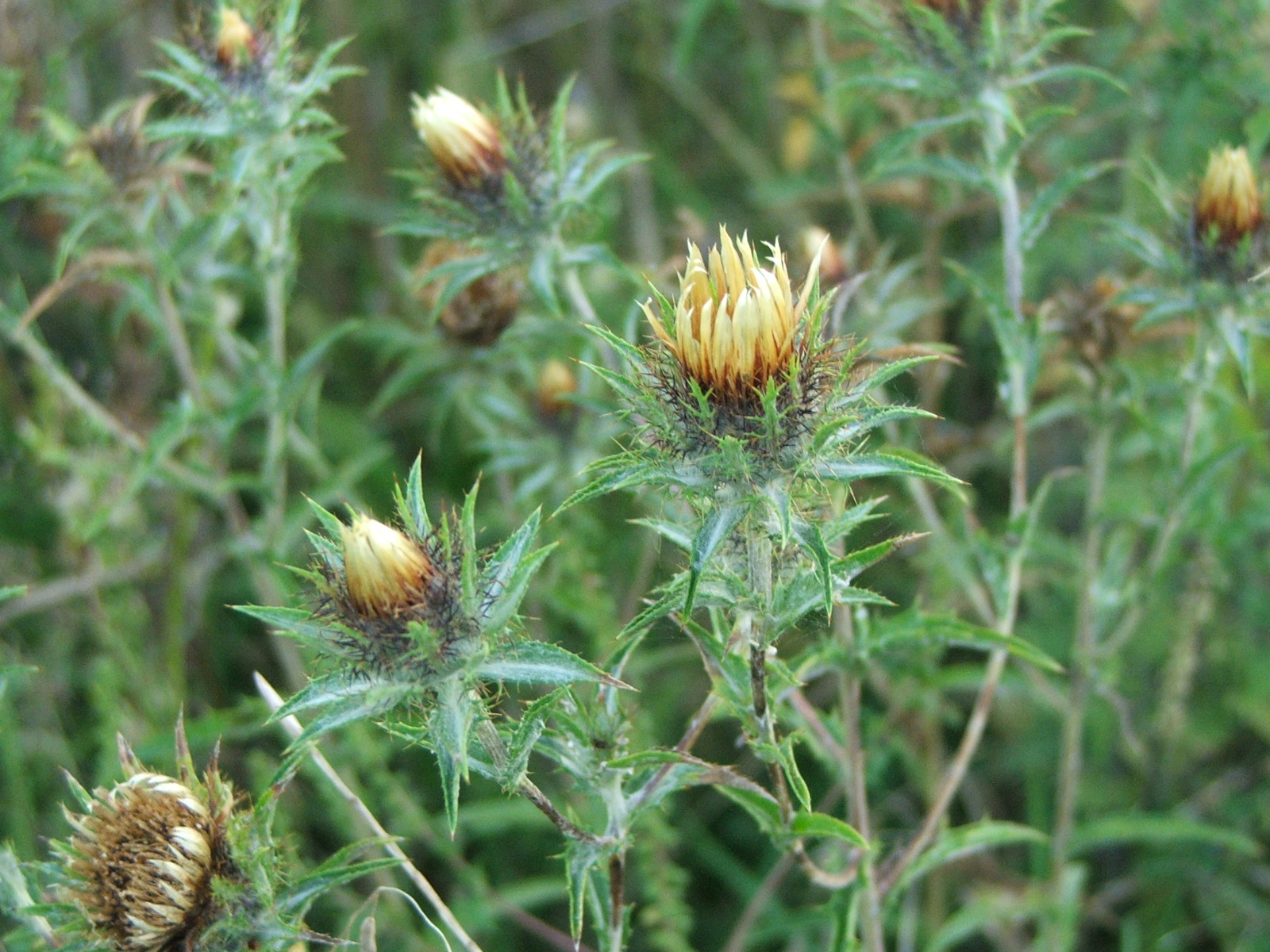
Le foglie

- Foglie basali: le foglie basali hanno una forma ovato - lanceolata, il margine è dentato come nei cardi e la superficie è piana. Le spine terminali (che non sono il proseguimento della nervatura centrale - le nervature in realtà terminano parallelamente ai margini della foglia) sono piuttosto robuste.
- Foglie cauline: le foglie cauline si presentano in tre tipologie diverse a seconda della posizione lungo il fusto;

(1) foglie alla base del fusto (non è la rosetta basale): sono di forma ovale – oblunga (la base della foglia è cuoriforme), sono inoltre brevemente picciolate e sub – patenti;
(2) nella parte mediana sono sessili (o semiamplessicauli), un po' coriacee e di forma ovale - lanceolata e patenti con spine di 2 – 4 mm;
(3) le foglie appena sotto il capolino sono trasformate in brattee spinose; sono cigliate e carenate.
In tutti i casi la pagina inferiore della foglia è sparsamente tomentosa (o ragnatelosa) e comunque pubescente; il colore è grigio – verde; i margini sono dentati con robusti aculei. La consistenza delle foglie è cartilaginea. Questa pianta sverna con solamente una rosetta basale di foglie.

### Infiorescenza
L'infiorescenza è composta da numerosi capolini terminali peduncolati. I capolini sono sorretti da un involucro cilindrico di squame circondato da foglie involucrali (brattee). I fiori sono solamente del tipo tubuloso. Anche le squame si presentano in tre tipologie diverse:
(1) le squame esterne dell'involucro (quelle inferiori) sono di tipo fogliare (brattee o foglie involucrali), sono appressate e più brevi delle squame vere e proprie (lesiniforme);
(2) le squame centrali sono simili alle esterne ma più spinose;
(3) le squame superiori sono strette, lesiniforme, riflesse e raggianti (sembrano fiori lugulati, ma non lo sono); sono disposte in due serie:  quelle inferiori si presentano con spine pennate nerastre; quelle superiori sono giallastre (giallo paglierino) all'apice e quasi purpuree alla base.

### Fiore
I fiori sono tutti del tipo tubuloso (il tipo ligulato, i fiori del raggio, presente nella maggioranza delle Asteraceae, qui è assente), sono inoltre ermafroditi, tetra-ciclici (con quattro verticilli: calice – corolla – androceo – gineceo) e pentameri (ossia sia il calice che la corolla sono composti da cinque elementi).
- Formula fiorale:

- /x K {\displaystyle \infty }, [C (5), A (5)], G 2 (infero), achenio

- Calice: i sepali del calice sono ridotti ad una coroncina di squame.
- Corolla: la corolla di colore giallo-paglierino o biancastro, ha una forma cilindrica (o campanulata) e termina con 5 denti.
- Androceo: gli stami sono 5 con filamenti liberi; le antere caudate (con coda) sono saldate fra di loro e formano un manicotto circondante lo stilo.
- Gineceo: l'ovario è infero e uniloculare formato da 2 carpelli; lo stilo è unico con uno stimma terminale bifido e glabro (è presente solamente un ciuffo di peli all'apice dello stilo).
- Fioritura: da giugno a settembre.

### Frutti
I frutti sono degli acheni di color ruggine, pubescenti con pappo piumoso biancastro.

## Biologia
- Impollinazione: l'impollinazione avviene tramite insetti quali farfalle (anche notturne) e api (impollinazione entomogama).
- Riproduzione: la fecondazione avviene fondamentalmente tramite l'impollinazione dei fiori (vedi sopra).
- Dispersione: i semi cadendo a terra (dopo essere stati trasportati per alcuni metri dal vento per merito del pappo – disseminazione anemocora) sono successivamente dispersi soprattutto da insetti tipo formiche (disseminazione mirmecoria).

## Distribuzione e habitat
- Geoelemento: il tipo corologico (area di origine) è "Euro-Siberiano"
- Distribuzione: in Italia si trova al Nord-Est. Fuori dall'Italia si trova in Europa Centrale e Orientale e nella Siberia.[2]
- Habitat:  l'habitat preferito per queste piante sono gli incolti, i pascoli e i cedui.
- Distribuzione altitudinale: sui rilievi, in Italia, queste piante si possono trovare fino a 1.000 m s.l.m..
- Fitosociologia: questa pianta è tipica dei prati steppici centro-europei sud-siberiani. In Italia è presente nelle comunità vegetali tipo Brometalia.[10]

## Tassonomia
La famiglia di appartenenza di questa voce (Asteraceae o Compositae, nomen conservandum) probabilmente originaria del Sud America, è la più numerosa del mondo vegetale, comprende oltre 23.000 specie distribuite su 1.535 generi, oppure 22.750 specie e 1.530 generi secondo altre fonti (una delle checklist più aggiornata elenca fino a 1.679 generi). La famiglia attualmente (2021) è divisa in 16 sottofamiglie.
La tribù Cardueae (della sottofamiglia Carduoideae) a sua volta è suddivisa in 12 sottotribù (la sottotribù Carlininae è una di queste).

### Filogenesi
Su questa sottotribù non sono state fatte finora delle specifiche analisi filogenetiche sul DNA, ma solo ristrette ricostruzioni su alcune specie. La sottotribù sembra aver avuto un'origine africana in quanto Carlininae è probabilmente il gruppo basale della tribù Cardueae e formano un “gruppo fratello” con altre due sottotribù (Oldenburgieae e Tarchonantheae entrambe della sottofamiglia Tarchonanthoideae) che in base alle ultime ricerche risultano di origine africana (altre precedenti ipotesi di origine di questo gruppo, come specie endemiche insulari di Creta e della Macaronesia, sono da eliminare).
Il genere Carlina L. contiene circa 30 specie distribuite soprattutto nell'emisfero boreale, di cui una decina sono proprie della flora italiana, con habitat in preferenza situati in zone temperate.
Il numero cromosomico di C. biebersteinii è: 2n =20.

### Variabilità
Per questa specie vengono riconosciute quattro varietà:
- Carlina biebersteinii subsp. biebersteinii
- Carlina biebersteinii subsp. brevibracteata (Andrae) K.Werner, 1994
- Carlina biebersteinii subsp. sudetica Kovanda, 2002 - Distribuzione: Repubblica Ceca.
- Carlina biebersteinii var. fennica Meusel & Kästner  - Distribuzione: Finlandia, Svezia, Germania e Paesi Baltici.

Le prime due sono relative alla flora spontanea italiana.

#### Sottospeciebiebersteinii

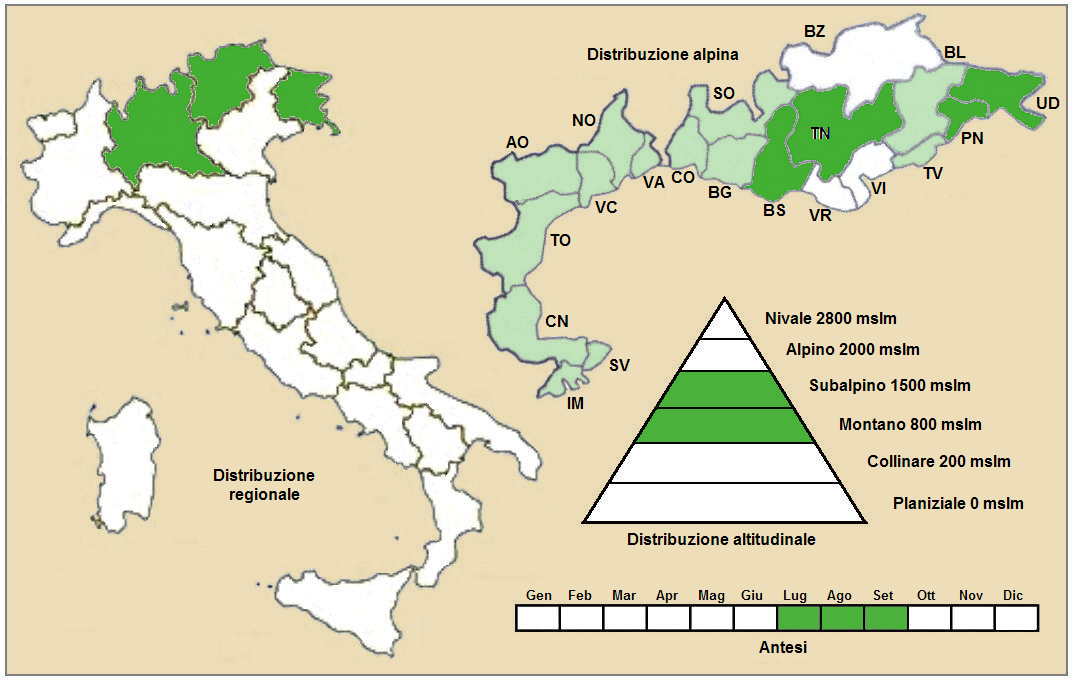
Distribuzione della subsp. biebersteinii
(Distribuzione regionale – Distribuzione alpina)

- nome scientifico: Carlina biebersteinii subsp. biebersteinii;
- altezza: fino a 2 – 4 dm;
- descrizione: i fusti sono semplici con un capolino (raramente di più);
- foglie: la lamina della foglia è piana (non ondulata); i nervi verso i margini della lamina decorrono in senso parallelo al margine stesso (non proseguono quindi nelle spine); le spine sono deboli; la lamina inferiore è sparsamente pubescente; le foglie involucrali superano le squame; dimensioni della lamina: 4 - 8 volte più lunga che larga;
- dimensione del capolino: 20 – 30 mm.
- geoelemento: il tipo corologico (area di origine) è "Europeo", ma anche "Eurosiberiano";
- distribuzione: in Italia si trova al nord-est; fuori dall'Italia nell'arco alpino si trova in Francia (dipartimenti di Savoia e Alta Savoia), in Svizzera (cantoni Vallese, Ticino e Grigioni), in Austria (Länder del Vorarlberg, Tirolo Settentrionale, Tirolo Orientale, Salisburgo, Carinzia, Stiria, Austria Superiore, Austria Inferiore) e in Slovenia; sugli altri rilievi europei si trova nei Vosgi, Massiccio Centrale, Alpi Dinariche, Monti Balcani e Carpazi;[19]
- habitat: l'habitat tipico di questa specie sono gli incolti, i pascoli e i boschi cedui; ma anche le praterie rase subalpine, i megaforbieti e i popolamenti a felci; il substrato preferito è sia calcareo che siliceo con pH neutro, medi valori nutrizionali del terreno che deve essere secco.
- distribuzione altitudinale: sui rilievi queste piante si possono trovare fino a 1000 m s.l.m.; frequentano quindi i seguenti piani vegetazionali: subalpino e montano;
- dal punto di vista fitosociologico Carlina biebersteinii appartiene alla seguente comunità vegetale:[19]

Formazione: delle comunità delle macro- e megaforbie terrestri
Classe: Mulgedio-Aconitetea
Ordine: Calamagrostietalia villosae
Alleanza: Calamagrostion arundinaceae

#### Sottospeciebrevibracteata

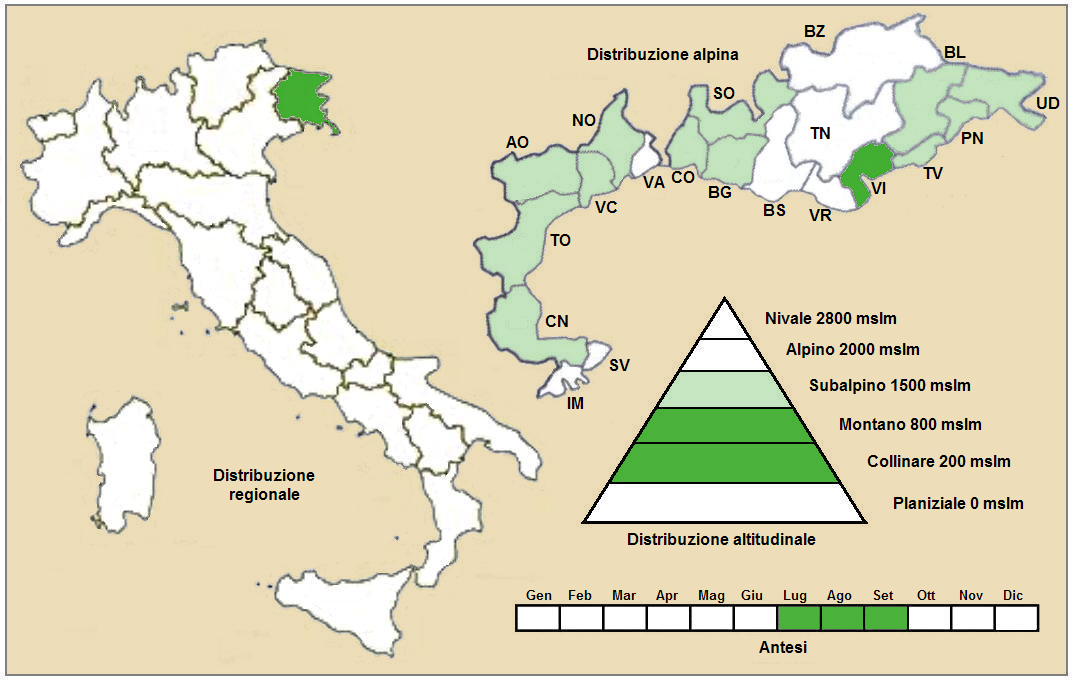
Distribuzione della subsp. brevibracteata
(Distribuzione regionale – Distribuzione alpina)

- nome scientifico: Carlina biebersteinii subsp. brevibracteata (Andrae) K.Werner, 1994;
- basionimo: Carlina longifolia var. brevibracteata Andrae, 1855
- nome comune: Carlina a brattee corte;
- altezza: fino a 3 – 7 dm;
- descrizione:  i fusti sono ramosi con diversi capolini;
- foglie: la lamina delle foglie superiori è ondulata nella parte basale; i nervi proseguono nelle spine laterali; le spine non sono robuste; le foglie involucrali non superano le squame; la pagina inferiore delle foglie è bianco-tomentosa; dimensioni della lamina: 2 - 4 volte più lunga che larga;
- dimensione del capolino: 10 – 20 mm.
- geoelemento: il tipo corologico (area di origine) è "Eurosiberiano", ma anche "Sud Est Europeo";
- distribuzione: in Italia si trova nel Friuli-Venezia Giulia e in poche altre zone del nord; fuori dall'Italia sui rilievi montani è presente in Austria (Länder dell'Austria Inferiore) e sui monti Carpazi;[19]
- habitat: l'habitat tipico di questa specie sono i boschi cedui, le boscaglie (pinete e gineprai), le zone lungo i sentieri (margini erbacei); ma anche nelle praterie rase, pascoli e prati dei piani collinare e montano; il substrato preferito è sia calcareo che siliceo con pH neutro, bassi valori nutrizionali del terreno che deve essere secco.
- distribuzione altitudinale: sui rilievi queste piante si possono trovare fino a 1800 m s.l.m.; frequentano quindi i seguenti piani vegetazionali: montano e collinare;
- dal punto di vista fitosociologico Carlina biebersteinii appartiene alla seguente comunità vegetale:[19]

Formazione: delle comunità a emicriptofite e camefite delle praterie rase magre secche
Classe: Festuco-Brometea
Ordine: Brometalia erecti
Alleanza: Mesobromion

### Sinonimi
Questa entità ha avuto nel tempo diverse nomenclature. L'elenco seguente indica alcuni tra i sinonimi più frequenti:
- Carlina brevibracteata (Andrae) Simonk. - Sinonimo della subsp. brevibracteata
- Carlina intermedia Schur - Sinonimo della subsp. brevibracteata
- Carlina longifolia Rchb., non Viv. 1824
- Carlina longifolia var. brevibracteata Andrae - Sinonimo della subsp. brevibracteata
- Carlina longifolia var. pontica Boiss. 
- Carlina macrocephala Formanek 
- Carlina nebrodensis K. Koch ex Nyman 
- Carlina nebrodensis  var. longifolia  - Sinonimo della subsp. biebersteinii
- Carlina stricta (Rouy) Fritsch - Sinonimo della subsp. biebersteinii
- Carlina vulgaris subsp. brevibracteata (Andrae) Bornm. - Sinonimo della subsp. brevibracteata
- Carlina vulgaris subsp. intermedia - Sinonimo della subsp. brevibracteata
- Carlina vulgaris subsp. longifolia (Grab.) Nyman - Sinonimo della subsp. biebersteinii
- Carlina vulgaris subsp. stricta (Rouy) Domin - Sinonimo della subsp. biebersteinii
- Carlina vulgaris var. leptophylla Griess. 
- Carlina vulgaris var. longifolia Grab.
- Carlina vulgaris var. microcephala Ledeb. 

### Specie simili

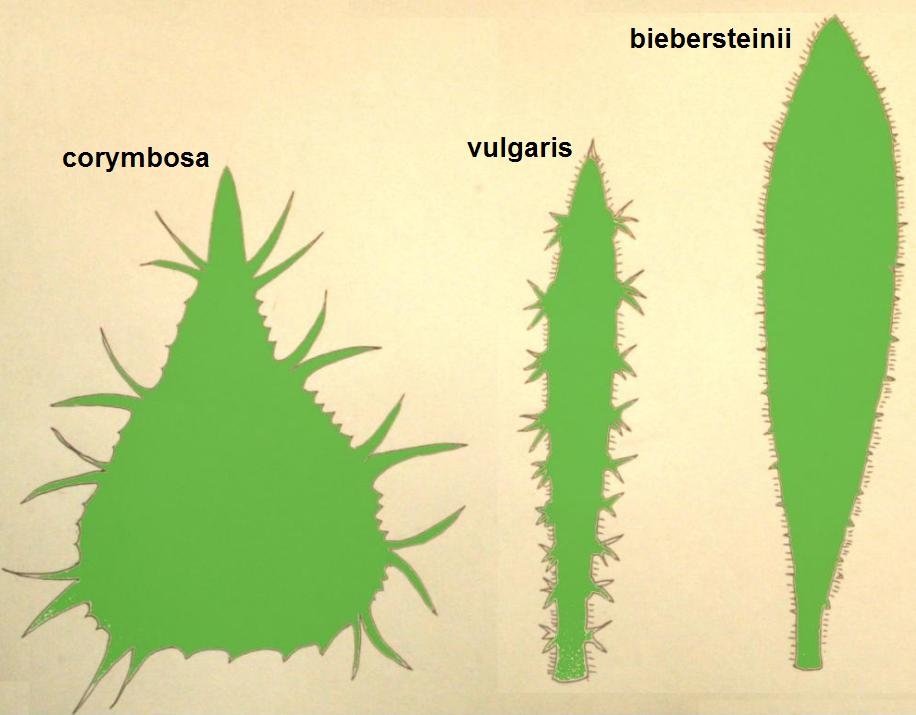
Foglie basali di C. corymbosa, C. vulgaris e C. biebersteinii

Le “carline” abbastanza simili e quindi confondibili possono essere distinte tra l'altro dalla forma delle foglie. Il disegno a lato mostra le varie forme delle foglie.

## Altre notizie
La "Carlina a foglie lunghe" in altre lingue viene chiamata nei seguenti modi:
- (DE)  Gewöhnliche Biebersteins Eberwurz
- (FR)  Carline à longues feuilles